# آراساتوبا
آراساتوبا (به پرتغالی: Araçatuba) یک شهر و شهر و شهرداری در برزیل است که در ایالت سائو پائولو واقع شده‌است. آراساتوبا ۱٬۱۶۷٫۴ کیلومتر مربع مساحت و ۱۹۰٬۵۳۶ نفر جمعیت دارد و ۳۹۰ متر بالاتر از سطح دریا واقع شده‌است.